# Natação nos Jogos Pan-Americanos de 2015 - 100 m livre masculino
As competições dos 100 metros livre masculino da natação nos Jogos Pan-Americanos de 2015 foram realizadas em 14 de julho no Centro Aquático CIBC Pan e Parapan-Americano, em Toronto.

## Calendário
Horário local (UTC-4).
| Data        | Horário | Fase          |
| ----------- | ------- | ------------- |
| 17 de julho | 10:18   | Eliminatórias |
| 17 de julho | 19:15   | Final B       |
| 17 de julho | 19:20   | Final A       |

## Medalhistas
| Ouro   | ARG Federico Grabich    |
| Prata  | CAN Santo Condorelli    |
| Bronze | BRA Marcelo Chierighini |

## Recordes
Antes desta competição, os recordes mundiais e pan-americanos da prova eram os seguintes:
| Tipo                             | Atleta                | Tempo | Local       | Data                  |
| -------------------------------- | --------------------- | ----- | ----------- | --------------------- |
|                                  | BRA César Cielo Filho | 46s91 | Roma        | 30 de julho de 2009   |
| Recorde dos Jogos Pan-Americanos | BRA César Cielo Filho | 47s84 | Guadalajara | 16 de outubro de 2011 |

## Resultados

### Eliminatórias
A eliminatória foi realizada em 14 de julho. 
| Pos. | Bateria | Raia | Nadador                | Nacionalidade                | Tempo | Notas |
| ---- | ------- | ---- | ---------------------- | ---------------------------- | ----- | ----- |
| 1    | 2       | 5    | Federico Grabich       | ARG Argentina                | 48.60 | QA,   |
| 2    | 1       | 4    | Santo Condorelli       | CAN Canadá                   | 48.88 | QA    |
| 3    | 2       | 4    | Marcelo Chierighini    | BRA Brasil                   | 48.92 | QA    |
| 4    | 3       | 6    | Cristian Quintero      | VEN Venezuela                | 49.07 | QA    |
| 4    | 1       | 5    | Yuri Kisil             | CAN Canadá                   | 49.07 | QA    |
| 6    | 1       | 3    | Dylan Carter           | TTO Trinidad e Tobago        | 49.29 | QA    |
| 7    | 2       | 6    | Renzo Tjon-A-Joe       | SUR Suriname                 | 49.47 | QA,   |
| 8    | 3       | 4    | Matheus Santana        | BRA Brasil                   | 49.52 | QA    |
| 9    | 3       | 5    | Brett Fraser           | CAY Ilhas Cayman             | 49.58 | QB    |
| 10   | 3       | 3    | Darian Townsend        | USA Estados Unidos           | 49.88 | QB    |
| 11   | 2       | 3    | Cullen Jones           | USA Estados Unidos           | 50.09 | QB    |
| 12   | 1       | 6    | Benjamin Hockin        | PAR Paraguai                 | 50.14 | QB    |
| 13   | 2       | 1    | Jordan Augier          | LCA Santa Lúcia              | 50.82 | QB    |
| 14   | 3       | 2    | Luis Campos            | MEX México                   | 51.29 | QB    |
| 15   | 3       | 7    | Jordy Groters          | ARU Aruba                    | 51.71 | QB    |
| 16   | 2       | 2    | Allan Gutiérrez Castro | HON Honduras                 | 52.16 | QB    |
| 17   | 1       | 7    | Miguel Mena            | NCA Nicarágua                | 52.55 |       |
| 18   | 1       | 2    | Timothy Wynter         | JAM Jamaica                  | 52.59 |       |
| 19   | 1       | 1    | Noah Mascoll-Gomes     | ANT Antígua e Barbuda        | 52.90 |       |
| 20   | 3       | 1    | Alex Sobers            | BAR Barbados                 | 52.92 |       |
| 21   | 2       | 7    | Marcelo Acosta         | ESA El Salvador              | 53.40 |       |
| 22   | 3       | 8    | Gustavo Gutierrez      | PER Peru                     | 55.66 |       |
| 23   | 1       | 8    | Omar Adams             | GUY Guiana                   | 58.01 |       |
| 24   | 2       | 8    | Nikolas Sylvester      | VIN São Vicente e Granadinas | 58.29 |       |

### Final B
A final B foi realizada em 14 de julho. 
| Pos. | Raia | Nadador                | Nacionalidade      | Tempo | Notas |
| ---- | ---- | ---------------------- | ------------------ | ----- | ----- |
| 9    | 4    | Brett Fraser           | CAY Ilhas Cayman   | 49.56 |       |
| 10   | 3    | Benjamin Hockin        | PAR Paraguai       | 49.88 |       |
| 11   | 5    | Darian Townsend        | USA Estados Unidos | 49.97 |       |
| 12   | 6    | Jordan Augier          | LCA Santa Lúcia    | 50.83 |       |
| 13   | 2    | Luis Campos            | MEX México         | 51.70 |       |
| 14   | 8    | Timothy Wynter         | JAM Jamaica        | 52.23 |       |
| 15   | 7    | Allan Gutiérrez Castro | HON Honduras       | 52.59 |       |
| 15   | 1    | Miguel Mena            | NCA Nicarágua      | 52.59 |       |

### Final A
A final A foi realizada em 14 de julho. 
| Pos.              | Raia | Nadador             | Nacionalidade         | Tempo | Notas            |
| ----------------- | ---- | ------------------- | --------------------- | ----- | ---------------- |
| Medalha de ouro   | 4    | Federico Grabich    | ARG Argentina         | 48.26 | Recorde nacional |
| Medalha de prata  | 5    | Santo Condorelli    | CAN Canadá            | 48.57 |                  |
| Medalha de bronze | 3    | Marcelo Chierighini | BRA Brasil            | 48.80 |                  |
| 4                 | 6    | Cristian Quintero   | VEN Venezuela         | 49.06 |                  |
| 5                 | 7    | Dylan Carter        | TTO Trinidad e Tobago | 49.10 |                  |
| 6                 | 2    | Yuri Kisil          | CAN Canadá            | 49.26 |                  |
| 7                 | 8    | Matheus Santana     | BRA Brasil            | 49.58 |                  |
| 8                 | 1    | Renzo Tjon-A-Joe    | SUR Suriname          | 49.60 |                  |

Legenda
| Recorde mundial                  | Recorde mundial (World record)               |                       | Recorde africano                      | Recorde africano (African) |                                           | Q | Classificado por posição (Qualified) |
| Recorde dos Jogos Pan-Americanos | Recorde pan-americano (Pan-American record)  | Recorde da América    | Recorde da América (Americas)         | q                          | Classificado por melhor tempo (Qualified) |   |                                      |
| Melhor marca do ano              | Melhor marca do ano (World leading)          | Recorde asiático      | Recorde asiático (Asian)              | DNS                        | Não largou (Did not start)                |   |                                      |
| Recorde nacional                 | Recorde nacional (National record)           | Recorde europeu       | Recorde europeu (European)            | DNF                        | Não terminou (Did not finish)             |   |                                      |
| Recorde pessoal                  | Recorde pessoal do atleta (Personal best)    | Recorde da Oceania    | Recorde da Oceania (Oceania)          | DSQ / DQ                   | Desclassificado (Disqualified)            |   |                                      |
| Recorde da temporada             | Recorde da temporada do atleta (Season best) | Recorde sul-americano | Recorde sul-americano (South America) | NM                         | Sem marca (No mark)                       |   |                                      |